# Patriarcado de Aquilea
El patriarcado de Aquilea (en latín: Patriarchatus Aquileiensis y en italiano: Patriarcato di Aquileia) fue una circunscripción eclesiástica de la Iglesia católica en la región de Friul-Venecia Julia. Se trata de un patriarcado latino suprimido en 1751 y restablecido como sede titular en 1968. Desde el 26 de noviembre de 2011 su arzobispo titular es Charles John Brown.
Es fundamental distinguir entre la realidad eclesiástica y la realidad político-territorial. Como realidad eclesiástica, el patriarcado de Aquilea ha sido la arquidiócesis metropolitana más grande de todo el Medioevo europeo después de Roma. Hasta el año 811 su jurisdicción eclesiástica llegó desde el río Danubio al norte, el lago de Balatón al este y hasta el lago de Como por el oeste. Al sur tuvo la jurisdicción eclesiástica de Istria hasta el 1751, año de su extinción. 
En el 811, el Emperador Carlomagno llevó las fronteras de su imperio hacia el sur, extendiéndolas hasta el río Danubio y el Drava. Al mismo tiempo se amplió el patriarcado de Aquilea.
El patriarca tenía la capacidad de nombrar obispos en las distintas diócesis incluidas en su jurisdicción metropolitana. Su corte era internacional, comprendía gentes de varias lenguas y etnias. Estrechó lazos entre el mundo latino, germano y eslavo. En el territorio de su diócesis realizó la función de obispo por medio de sus vicarios.
Más allá de llevar a cabo la autoridad religiosa, los patriarcas de Aquilea obtuvieron la investidura feudal (1077-1420) en el Friul y en algunos períodos históricos las fronteras geográficas y políticas del patriarcado se ampliaron hasta Istria, Cadore, Carintia, Carniola y Estiria. Las ciudades principales de estas entidades eran: Aquilea, Forum Iulii (la moderna Cividale del Friuli) y Údine.

## Historia
Aquilea era una próspera ciudad portuaria romana, fundada en el 181 a. C. como colonia y puesto avanzado militar. Fue la sede de la Legio X Venetia et Histria. En los primeros siglos de la era cristiana, la ciudad contó aproximadamente con 200.000 habitantes y era la cuarta urbe de la península itálica, después de Roma, Milán y Capua. El importante puerto fluvial en el río de Natissa, era el punto de la salida del tráfico hacia el área del Danubio y desde esta hacia el Nórico y las provincias de Iliria y de Panonia.
Parece ser que, aún antes del siglo III, existió en Aquilea una comunidad cristiana con fuertes lazos con la Iglesia patriarcal de Alejandría, del cual habría estado el origen de su cristianización, si se asume que los primeros misioneros llegaron de Alejandría. En los primeros siglos, la iglesia fue organizada en 5 patriarcados, con distinta jurisdicción y áreas de influencia: era la llamada Pentarquía. El patriarca de Roma (Papa) tenía la supremacía honorífica.
Aquilea se convirtió muy pronto en un centro importante para la cristianización de la Italia nororiental y las regiones limítrofes, tanto que, ya en el siglo IV, su obispo impuso en su vasta área de competencia jurisdiccional los oficios bajo el rito litúrgico, más tarde llamado, «patriarquino» (permanecido en el vigor hasta 1596). A finales del siglo IV se celebró el Concilio de Aquilea (381), promovido por San Ambrosio de Milán y presidido del obispo de Aquilea, Valeriano, que condenó a los obispos filo-arrianos Palladio y Secondiniano y la doctrina arriana difundida entre los pueblos germanos que invadieron la parte occidental del Imperio romano.
En ese período se crearon las diócesis sufragáneas: Zuglio (la antigua Julium Carnicum), Trento, Concordia Sagitaria, etc…, dependientes del arzobispo o metropolitano de Aquilea.

### Formación del Patriarcado
En el 554 los arzobispos metropolitanos de Milán y de Aquilea rechazaron adherirse a la sentencia pronunciada por el emperador bizantino Justiniano contra los escritos de tres obispos nestorianos, Teodoro de Mopsuestia, Teodoreto de Ciro e Ibas de Edesa, conocidos como «Los Tres Capítulos», provocando el famoso cisma. En el 557 durante el sínodo provincial convocado en Aquilea para la elección del nuevo metropolitano Paolino, sustituto de Macedonio, con la participación de las diócesis sufragáneas, se decidió no reconocer las conclusiones del Concilio II de Constantinopla y convertirse en una iglesia autocéfala.
En el 568, bajo presión de las invasiones lombardas, Paolino traslada la sede metropolitana a Grado, bajo protección de Bizancio, donde será proclamado patriarca. La iglesia de Aquilea había sido elevada a patriarcado para acentuar la independencia jerárquica de Roma y Constantinopla, pero en el 606, el patriarcado se divide en dos con un patriarca en Aquilea (tricapitolino —hace referencia a Los Tres Capítulos—) y otro en Grado (católico). Esta división era debida esencialmente a la situación política cambiante de la zona, donde la región del Friul (incluida Aquilea) era dominada por los lombardos y la costa adriática y véneta estaba bajo la orbe bizantina.
El cisma de Los Tres Capítulos llegó a su fin en el 699 con el concilio de Pavía con la vuelta de Aquilea a la ortodoxia católica (la Iglesia de Milán ya había retornado al seno de Roma ya hacia muchos años). 
Después de la reconciliación entre «tricapitolinos» y católicos, la diócesis de Aquilea permaneció unida, hasta que en el año 731 se estableció la separación canónica entre el Patriarcado de Aquilea (con las diócesis sufragáneas del Friul) y el Patriarcado de Grado (con diócesis sufragáneas en el Ducado de Venecia, que después se convertirán en el Patriarcado de Venecia).
Durante el Reino lombardo, el Principado se encuadra dentro del Ducado del Friul. Como consecuencia de la conquista franca, en el 952 el territorio del Friul está subordinado al Ducado de Baviera, junto a Istria, Carintia y Carniola.
Finalmente en el 976 los territorios del Patriarcado quedaron encuadrados en el nuevo Ducado de Carintia. El Patriarca Poppone (1019-1042), familiar y ministro del emperador Conrado II, consagra el 13 de julio de 1031 la nueva catedral, y protege con una nueva muralla a Aquilea. Todo ello tenía la finalidad de escapar del control del Ducado de Carintia y rivalizar con los venecianos en Grado.

### El dominio temporal del Patriarca-Príncipe
El 3 de abril de 1077 el patriarca Sigeardo de Beilstein obtiene del emperador Enrique IV la investidura feudal de Duque del Friul, Marqués de Istria y el título de Príncipe, constituyéndose el Principado eclesiástico de Aquilea, feudo directo del Sacro Imperio Romano.
Los sucesores de Sigeardo mantuvieron la política de fidelidad hacia Enrique IV y después hacia su hijo Enrique V, haciendo del ducado una avanzadilla de la política imperialista del Sacro Imperio en Italia. 
En el 1186 Godofredo el alemán coronó al hijo de Federico I Barbarroja, Enrique VI, rey de Italia, que continuó las querellas contra el papado (Urbano III) en la Guerra de las Investiduras.
Bajo el patriarcado de Volchero (1204-1218) se le dio un gran impulso a las actividades comerciales y productivas. La red del viaria fue mejorada y existió una rica actividad cultural. 
A Volchero le sucede el patriarca Bertoldo (1218-1251) que tuvo un especial interés en la ciudad de Údine que en poco tiempo pasó de ser una pequeña aldea a una metrópoli. Las amenazas de conquista del gibelino Ezzelino III da Romano y de Mainardo III, conde de Gorizia, forzaron al patriarca a buscar la ayuda del partido contrario de los güelfos. La alianza se plasmó con la República de Venecia y el Ducado de Carintia.
A partir de 1238 la sede se trasladará a Údine, donde permanecerá aproximadamente dos siglos. Convertido en mero elemento de fuerza de la liga Güelfa contra la facción Gibelina, el patriarca se verá envuelto en las continuas conspiraciones y luchas generalizadas en toda la península itálica. El conde de Gorizia se convierte en el principal oponente de la autoridad patriarcal. En 1281 estalló un conflicto con la República de Venecia por la posesión de parte de la península de Istria.
Una fase de la recuperación se produce bajo el patriarcado de Bertrando (1334-1350), que descuida sus deberes eclesiásticos para conseguir numerosas victorias en el plano militar y diplomático. El 6 de junio de 1350, el patriarca fue asesinado a partir de una conspiración dirigida por el conde de Gorizia y la comuna de Cividale.
El patriarca Marquardo de Randeck (1365-1381) pasó a la historia por la promulgación (el 11 de junio de 1366) de la Constitución de la Patria del Friuli (Constitutiones Patriae Foriiulii), base del derecho friulano. Siguió un largo período de confrontaciones internas, principalmente entre las ciudades de Cividale y Údine. Con la primera, se aliaron gran parte de las comunas del Friul y el Reino de Hungría, mientras que con la segunda se alió la República de Venecia.
En 1411 el Friul se convirtió en un campo de batalla para la guerra entre el ejército imperial (aliado con Cividale) y el veneciano (aliado con Údine). En el diciembre de 1411 el ejército del emperador se apoderó de Údine; el 12 de julio de 1412 fue nombrado patriarca en el Duomo de Cividale.
El 13 de julio de 1419, los venecianos ocuparon Cividale y se prepararon para la conquista de Údine, ocurrida el 7 de junio de 1420, después de una defensa valerosa. Las últimas comunas en caer fueron Gemona, S.Daniele, Venzone, Tolmezzo, que formaban parte del extremo del estado patriarcal friulano.
En 1445, después de largas negociaciones, el patriarca Ludovico Trevisan aceptó el concordato impuesto por Venecia por medio del cual queda suprimido el derecho de independencia del Friul, que entró a formar parte de la República de Venecia, como entidad independiente regida por un Provveditore general.

### Fin del Patriarcado
En 1751, siendo patriarca el cardenal Daniel Delfín, mediante una bula papal, por presiones de Venecia y de los Habsburgo de Austria, se suprimió el Patriarcado de Aquilea y en su lugar se erigieron las arquidiócesis de Údine y de Gorizia. Esto significó la pérdida de estatus de Údine, que pasó de centro del patriarcado a solamente centro de una arquidiócesis, y la elevación de Gorizia que hasta ese momento sólo había sido archidiaconía dentro del patriarcado de Aquilea, pasando a convertirse en el centro de una nueva arquidiócesis con sede en dicha ciudad.

## Episcopologio

### Obispos
- San Hermagoras (c. 50-70)
- Hilario de Panonia (c. 276-285)
- Crisógono I (c. 286-295)
- Crisógono II (c. 295-308)
- Teodoro (c. 308-319)
- Agapito (c. 319-332)
- Benedicto (c. 332-?)
- Fortunaciano (c. 343-355)
- ... (355-369)

### Arzobispos metropolitanos
- Valeriano (369-388)
- Cromacio (388-407)
- Agustín (407-434)
- Adelfo (434-442)
- Máximo (442-444)
- Januario (444-447)
- ... (447-451)
- Secundo (451-452)
- ... (452-454)
- Nicetas (454-485)
- ... (485-488)
- Marceliano (488-500)
- Marcelino (500-513)
- ... (513-515)
- Esteban (515-?)
- ... (?-539)
- Macedonio (539-?)
- ... (?-557)

### Patriarcas
- Paulino I (557-569)
- Probino (569-570)
- Elías (571-586)
- Severo (586-606)
- Juan I (606-623)
- Marciano (623-628)
- Fortunato (628-663)
- Juan II (663-?)
- ... (?-679)
- Agatón (679-680 o 679-?)
- Juan III (680-?)
- ... (?-698)
- Pedro I (698-700)
- ... (700-711)
- Sereno (711-723)
- ... (723-726)
- Calixto (726-734)
- Vacante o desconocidos (734-772)
- Sigualdo (772-776)
- Paulino II (776-802)
- Ursus I (802-811)
- Manencio (811-833)
- Andrés (834-844)
- ... (844-850)
- Venancio (850-?)
- Teumaro (855-?)
- Lupus I (855-?)
- Valperto (875-899)
- Federico I (901-922)
- León (922-927)
- Ursus II (928-931)
- Lupus II (932-944)
- Engelfredo (944-963)
- Rodoaldo (963-984)
- Juan IV de Ravena 	(984-1017)
- Poppo o Wolfgang 	(1019-1045)
- Eberardo 			(1045-1049)
- Gotebaldo 			(1049-1063)
- Ravengerio	 		(1063-1068)
- Sigeardo de Beilstein 		(1068-1077)
- Enrique de Aquilea (1077-1084)
- Federico II de Moravia 		(1084-1085)
- Ulrico I de Eppenstein 		(1086-1121)
- Gerardo I (1122-1128)
- Pilgrim I de Ortenburgo 		(1130-1161)
- Ulrico II de Treven 		(1161-1181)
- Gotfriedo 			(1182-1194)
- Pilgrim II 			(1195-1204)
- Wolgfaro de Leibrechtskirchen 	(1204-1218)
- Bertoldo de Merania 		(1218-1251)
- Gregorio de Montelongo 		(1251-1269)
- Felipe I de Carintia (1269-1273)
- Raymundo de Torre (1273-1299)
- Pedro II Gerra (1299-1301)
- Otobuono de Razzi (1302-1315)
- Gastón de Torre (1316-1318)
- Pagano de Torre (1319-1332)
- Bertrando de San Genesio (1334-1350)
- Nicolás de Luxemburgo (1350-1358)
- Ludovico I de Torre (1359-1365)
- Marcuardo de Randelle (1365-1381)
- Felipe II de Alençon (1381-1387)
- Juan V Sobieslao (1387-1394)
- Antonio I Gaetani (1394-1402)
- Antonio II Panciera (1402-1412)
- Antonio III de Ponto (1409-1418)
- Ludovico II de Teck (1412-1439)
- Ludovico III Scarampi-Mezzarota 	(1439-1465)
- Marcos I Barco (1465-1491)
- Ermolao Barbaro (1491-1493)
- Nicolás II Donati 		(1493-1497)
- Domenico Grimani 		(1498-1517)
- Marino Grimani 			(1517-1529)
- Marcos II Grimani 		(1529-1533)
- Marino Grimani 		 (1533-1545, 2.ª vez)
- Juan VI Grimani 			(1545-1550)
- Daniele Barbaro 			(1550-1574)
- Alonso Justiniano 		(1574-1585)
- Juan VI Grimani 	 	 (1585-1593, 2˚ vez)
- Francisco Bárbaro 		(1593-1616)
- Ermolaio II Bárbaro 		(1616-1622)
- Antonio IV Grimani 		(1622-1628)
- Agustín Gradenigo 		(1628-1629)
- Marcos III Gradenigo 		(1629-1656)
- Jerónimo Gradenigo 		(1656-1658)
- Juan VII Delfín 		(1658-1699)
- Dionisio Delfín 			(1699-1734)
- Daniel II Delfín 		(1734-1751, nombrado arzobispo de Udine)[3]

El patriarcado fue suprimido y en su lugar se erigieron las arquidiócesis de Údine y Gorizia. Su último patriarca, el cardenal Daniel Delfín, ostentó el título patriarcal ad personam hasta su fallecimiento el 13 de marzo de 1762.

### Arzobispos titulares
La sede de Aquilea se restableció en 1968 como sede titular metropolitana y desde entonces ha tenido los siguientes arzobispos titulares:
- Joseph Höffner † (6 de enero de 1969-24 de febrero de 1969, sucedió al arzobispo de Colonia)
- Michele Cecchini † (26 de febrero de 1969-26 de abril de 1989, falleció)
- Marcello Costalunga † (10 de diciembre de 1990-5 de mayo de 2010, falleció)
- Charles John Brown, desde el 26 de noviembre de 2011